# Robert Kosch

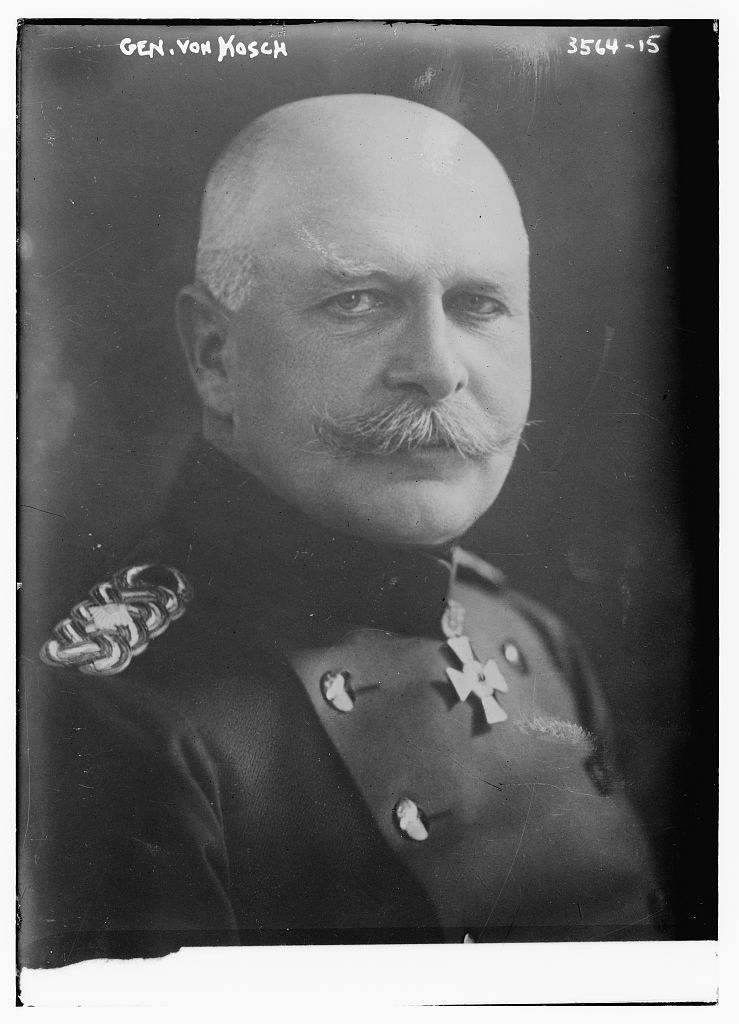
Robert Paul Theodor Kosch circa 1915

Robert Paul Theodor von Kosch  (* 5. April 1856 in Glatz, Landkreis Glatz, Provinz Schlesien; † 22. Dezember 1942 in Berlin-Halensee) war ein preußischer General der Infanterie und Heerführer im Ersten Weltkrieg.

## Leben
Robert war das jüngste von zehn Kindern von Hermann Kosch und dessen Ehefrau Agnes, geborene Heinrich.
Nach dem Besuch des Kadettenkorps trat von Kosch am 23. April 1874 als Sekondeleutnant in das 4. Niederschlesische Infanterie-Regiment Nr. 51 der Preußischen Armee ein. Von 1877 bis 1880 absolvierte er die Kriegsakademie. Am 3. April 1880 heiratete er Gertrude Noeggerath, mit der er drei Töchter hatte. Vom 1. April 1881 bis 31. März 1887 Bataillons- und Regimentsadjutant beim Infanterie-Regiment Nr. 132 in Glatz, wurde er am 1. April 1887 zum Großen Generalstab nach Berlin kommandiert. Es folgten weitere verschiedene Verwendungen.
Am 22. April 1912 wurde er zum Generalleutnant befördert und erhielt am 4. Juni 1912 die Ernennung zum Kommandeur der 10. Division in Posen. Mit diesem Großverband kämpfte er nach Ausbruch des Ersten Weltkriegs erfolgreich an der Westfront. Am 9. Oktober 1914 wurde er zum Kommandeur des in Litauen kämpfenden I. Armee-Korps ernannt, das sich den zahlenmäßig überlegenen russischen Truppen entgegenstellte und nach anfänglichem Rückzug in der Winterschlacht in Masuren erfolgreich war. Dafür wurde von Kosch mit dem Orden Pour le Mérite ausgezeichnet. Am 11. Juni 1915 zum Kommandierenden General des X. Reserve-Korps ernannt, führte er dieses in den Schlachten am Dnjestr, Gnisa Lipa, Krasnostaw bis an den Bug. Danach wurde er auf den Balkan versetzt, wo er mit der ihm unterstellten 101. und 103. Infanterie-Division am Feldzug gegen Serbien teilnahm. Am 27. November 1915 erhielt von Kosch das Eichenlaub zum Pour le Mérite.
Ab Ende Februar 1916 bei Verdun eingesetzt, wurde er am 18. August 1916 zum General der Infanterie befördert. Am 28. August 1916 erfolgte die Ernennung zum Kommandierenden General des neugebildeten Generalkommandos (z. b. V.) Nr. 52, mit dem er im bulgarischen Donauraum zum Schutz gegen die ebenfalls in den Krieg eingetretenen Rumänen eingesetzt wurde. In der mehrtägigen Schlacht am Argesch, Ende November bis Anfang Dezember 1916, wurden die Rumänen besiegt und die rumänische Hauptstadt Bukarest eingenommen, womit der Zusammenbruch der rumänischen West- und Nordwestfront besiegelt war. Ab 1. Mai 1917 führte er zeitweilig die 9. Armee bis zum Eintreffen Johannes von Ebens als deren neuem Oberbefehlshaber.
Nach Auflösung der Donau-Armee im März 1918 nahm von Kosch als Kommandeur des Generalkommandos 52 an der Besetzung der Ukraine und den Kämpfen gegen die Rote Armee teil. Am 1. Mai 1918 erfolgte die Ernennung zum Oberbefehlshaber aller Truppen in Taurien und auf der Krim (vgl. Krim-Operation). In dieser Stellung erhielt er am 6. August 1918 den Roten Adlerorden I. Klasse mit Eichenlaub und Schwertern. Nach Kriegsende übernahm er das Kommando über den Grenzschutz Ost, bevor er am 10. Januar 1919 aus dem Heeresdienst ausschied.
Von Kosch wurde 1942 auf dem Invalidenfriedhof in Berlin beigesetzt. Das Grab ist nicht erhalten.

## Auszeichnungen
- Kronenorden II. Klasse am 18. Januar 1909
- Eisernes Kreuz (1914) II. und I. Klasse
- Orden der Eisernen Krone I. Klasse mit Kriegsdekoration am 31. August 1915
- Eiserner Halbmond am 20. Januar 1916
- Hanseatenkreuz Hamburg am 10. Juni 1916
- Friedrich-Kreuz am 17. Oktober 1916
- St. Alexander-Orden am 14. März 1917
- Großkreuz des Ö.-k. Leopold-Orden mit Kriegsdekoration am 13. September 1917
- Großkreuz des Albrechtsordens mit dem Stern in Gold und Schwertern am 22. August 1917